# Reagente di Lawesson
Il reagente di Lawesson è un composto organico usato in sintesi organica come agente tionante. È stato inizialmente reso popolare da Sven-Olov Lawesson che, però, non lo inventò. Il reagente di Lawesson è stato inizialmente sintetizzato nel 1956 durante uno studio sistematico delle reazioni con P4S10.

## Preparazione
Il reagente di Lawesson è acquistabile. Può essere facilmente preparato in laboratorio riscaldando un miscuglio di anisolo e pentasolfuro di fosforo finché il miscuglio è trasparente e non si ha più la formazione di acido solfidrico, al che si ricristallizza dal toluene o dallo xilene.
Dato che il reagente di Lawesson ha un forte e sgradevole odore, è quindi meglio preparare il composto sotto una cappa aspirante e trattare tutta la vetreria utilizzata con una soluzione decontaminante prima di portarla fuori dalla cappa aspirante. Un metodo comune ed efficace di annullare i residui di odori è quello di usare un eccesso di ipoclorito di sodio.

## Meccanismo d'azione
Il reagente di Lawesson ha un anello ai cui quattro vertici si hanno atomi alternati di fosforo e zolfo. Con il riscaldamento, l'anello centrale di fosforo e zolfo si può aprire per formare due iluri ditiofosfati reattivi (R-PS2). La maggior parte della dinamica della reazione del reagente di Lawesson è infatti la dinamica di questi intermedi reattivi.
In generale, più un carbonile è ricco di elettroni, più velocemente il gruppo carbonilico sarà convertito nel tiocarbonile corrispondente dal reagente di Lawesson.

## Usi
La chimica legata al reagente di Lawesson e alle sostanze correlate è stata revisionata da alcuni gruppi. L'uso principale del reagente di Lawesson è la tionazone dei composti carbonilici. Infatti, il reagente di Lawesson convertirà un carbonile in un tiocarbonile. Inoltre, il regente di Lawesson è stato usato per tionare enoni, esteri, lattoni, ammidi, lattami e chinoni.
In uno studio, la reazione del maltolo con il reagente di Lawesson risulta in una sostituzione selettiva dell'ossigeno in due posizioni.
Una combinazione di perclorato di argento e reagente di Lawesson ha la capacità di agire come un acido di Lewis ossofilico con la capacità di catalizzare la reazione di Diels-Alder dei dieni con le aldeidi α,β-insature.
Gli alcoli possono essere convertiti a tioli tramite trattamento con il reagente di Lawesson.